# Sur nos forces motrices
Albums de Dominique A
L'Horizon
(2006) Les Sons cardinaux
(2007)
Sur nos forces motrices est un album en concert de Dominique A sorti en 15 octobre 2007 sur le label Wagram Music.

## Liste des titres
| No  | Titre                  | Durée |
| --- | ---------------------- | ----- |
| 1.  | L'Amour                |       |
| 2.  | La Relève              |       |
| 3.  | Bowling                |       |
| 4.  | Le Courage des oiseaux |       |
| 5.  | Pour la peau           |       |
| 6.  | Exit                   |       |
| 7.  | Marina Tsvétaeva       |       |
| 8.  | La Mémoire neuve       |       |
| 9.  | Antonia                |       |
| 10. | Tout sera comme avant  |       |
| 11. | Music Hall             |       |
| 12. | Revoir les choses      |       |
| 13. | L'Horizon              |       |
| 14. | Le Commerce de l'eau   |       |
| 15. | Empty White Blues      |       |

## Réception critique et du public
L'album atteint lors de sa sortie la 34e place du top 200 en France où il reste classé durant cinq semaines consécutives.